# 赵家堡
24°09′20″N 117°49′20″E / 24.15556°N 117.82222°E
趙家堡位於中國福建省漳浦縣湖西畲族乡赵家城村，距诒安堡约1千米，1985年被列为第二批福建省文物保护单位，2001年被列为第五批全国重点文物保护单位。
趙家堡為南宋末年皇族闽冲郡王赵若和的十代裔孙、明代隆庆五年进士赵范于明朝万历二十八年（1600年）所興建的建築群，其子赵义于崇祯七年扩建，该建筑为一具防御性能的园林式居民城，其圍牆平均高度達五米。由于旧志称“官建”的为城，“私建”的为堡，故称它为赵家堡。其建築仿造宋朝故都汴京建造，如堡內的「汴派橋」，據傳為依《清明上河圖》仿製。目前居住趙姓皇室後裔家族700餘人。